# Geographie Sierra Leones

Lage von Sierra Leone in Westafrika

Sierra Leone liegt in Westafrika, an der Westküste des afrikanischen Kontinents, nördlich des Äquator zwischen dem 7. und 10. Breitengrad. Die Republik grenzt im Norden und Nordosten an Guinea, im Süden und Südosten an Liberia sowie im Westen an den Atlantik.

## Physische Geographie

### Geologie

Westafrikanischer Kraton

Sierra Leone lässt sich in drei geologische Gebiete einteilten. Dies sind von Ost nach West der Westafrika-Kraton, der Rokelide als orogenischer Gürtel und ein etwa 20 bis 30 Kilometer Sedimenten-Küstenstreifen.

### Geomorphologische Gliederung
Sierra Leone nimmt eine Fläche von 71.740 Quadratkilometern ein, wovon lediglich 120 km² Wasserflächen sind. Das Land wird von vier geomorphologische Regionen dominiert:
- Mangroven
- Guineische Hochwälder
- Plateau
- Bergregionen im Osten, vor allem die Loma Mountains u. a. mit dem Bintumani auf 1945 m[1]

### Klimageographie

Klimazonen in Sierra Leone nach Köppen-Geiger 1980–2016

Klimazonen in Sierra Leone nach Köppen-Geiger, Zukunft 2071–2100

Nach Köppen-Geiger lässt sich Sierra Leone klimatisch in eine tropische Monsunregion, die etwa 90 Prozent der Landesfläche einnimmt, und eine tropische Savannenzone, die sich nur im Nordosten findet, einteilen.
Die Niederschläge im Land betragen bis zu 5000 Millimeter pro Jahr an den Küstenregionen und nicht weniger als 2000 mm im Osten. Damit zählt die sierra-leonische Küste zu den feuchtesten Regionen Westafrikas.
Das Jahr unterteilt sich in eine Regen- und eine Trockenzeit. Da Sierra Leone nördlich des Äquators liegt, beginnt die Regenzeit des westafrikanischen Monsuns Mitte Mai und ist gekennzeichnet durch tägliche Gewitter und Regenfälle. In den Monaten August und September kann es auch ununterbrochen regnen. Mitte Oktober beginnt die Trockenzeit, Niederschläge werden seltener. Im Dezember und Januar ist das Klima durch den Harmattan geprägt, einem Wind aus der Sahara, der Staub und kühle Luft mit sich bringt. Februar, März und April sind die heißesten Monate mit seltenen Niederschlägen. Wegen des Harmattans sprechen die Einheimischen auch von drei Jahreszeiten: rainy season (Regenzeit), harmattan season (windige Zeit) und dry season (Trockenzeit).
Die Temperaturen sind nur durch geringe tages- und jahreszeitlichen Schwankungen gekennzeichnet. So liegt die Temperature in Freetown fast ganzjährig, Tag wie Nacht, bei 28 bis 32 Grad Celsius.

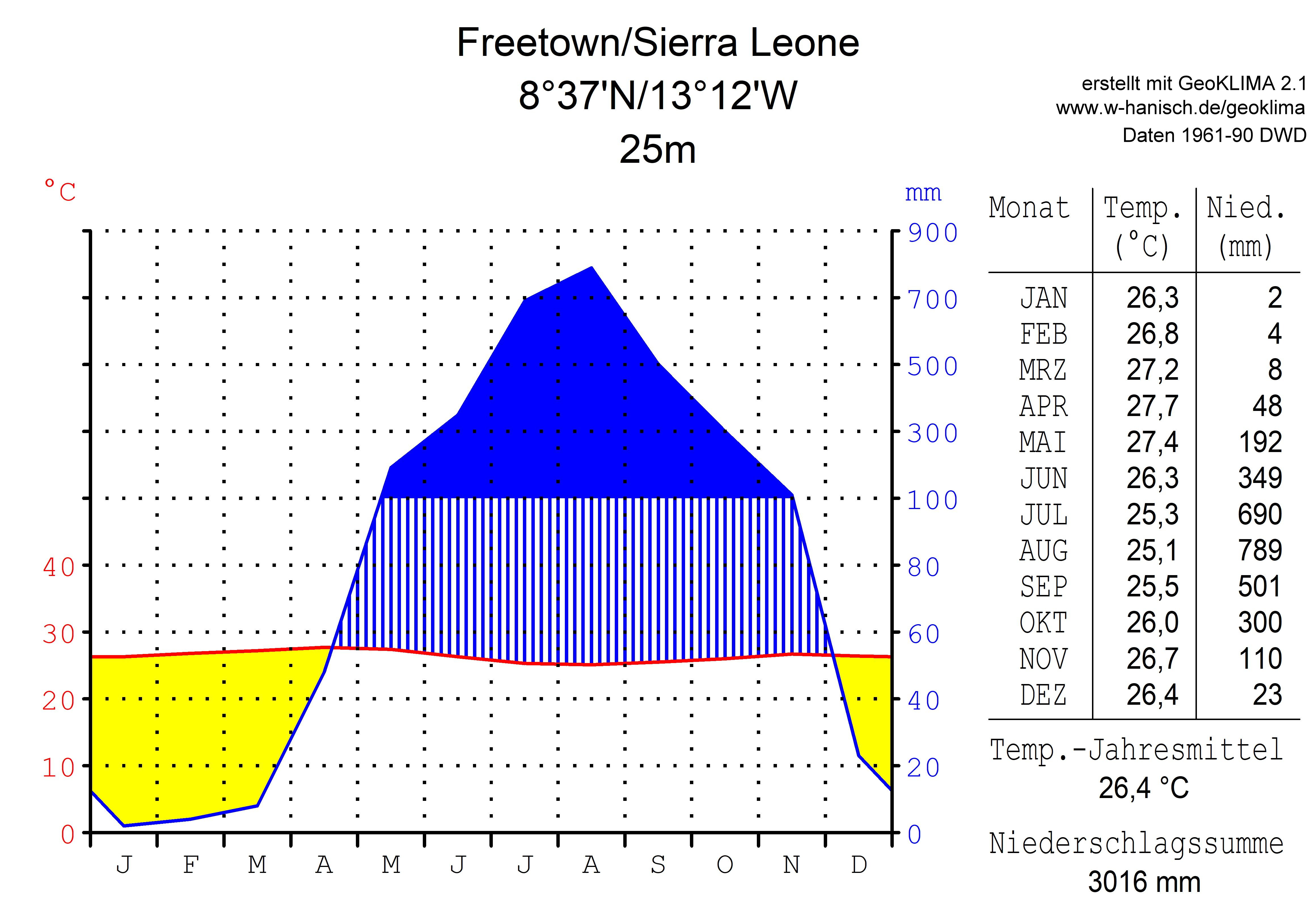
Freetown

### Gewässer

Karte der größten Flüsse in Sierra Leone

Die wichtigsten Inlandgewässer, d. h. Flüsse und Seen Sierra Leones sind:
Flüsse (von Nord nach Süd)
- Great Scarcies (Kolenté), (129 km in Sierra Leone)
- Little Scarcies (Kava; Kaba) (161 km)
- Rokel (Seli) (290 kme)
- Taia (Jong; Taye)
- Sewa (209 km)
- Moa (266 km)
- Mano (105 km)

Seen
- Mape-See mit einer Fläche von bis zu 85 km²
- Mabesi-See mit bis zu 36 km²
- Sonfon-See, ein wichtiges Naturschutzgebiet

Küstengewässer
- Sierra Leone River, Ästuar bei der Hauptstadt Freetown
- Sherbro, Ästuar Beziehungsweise Meerenge

### Inseln
Große Binneninseln sind Tasso und Bunce, im Atlantik vor allem Sherbro und Dublin.

### Gebirge

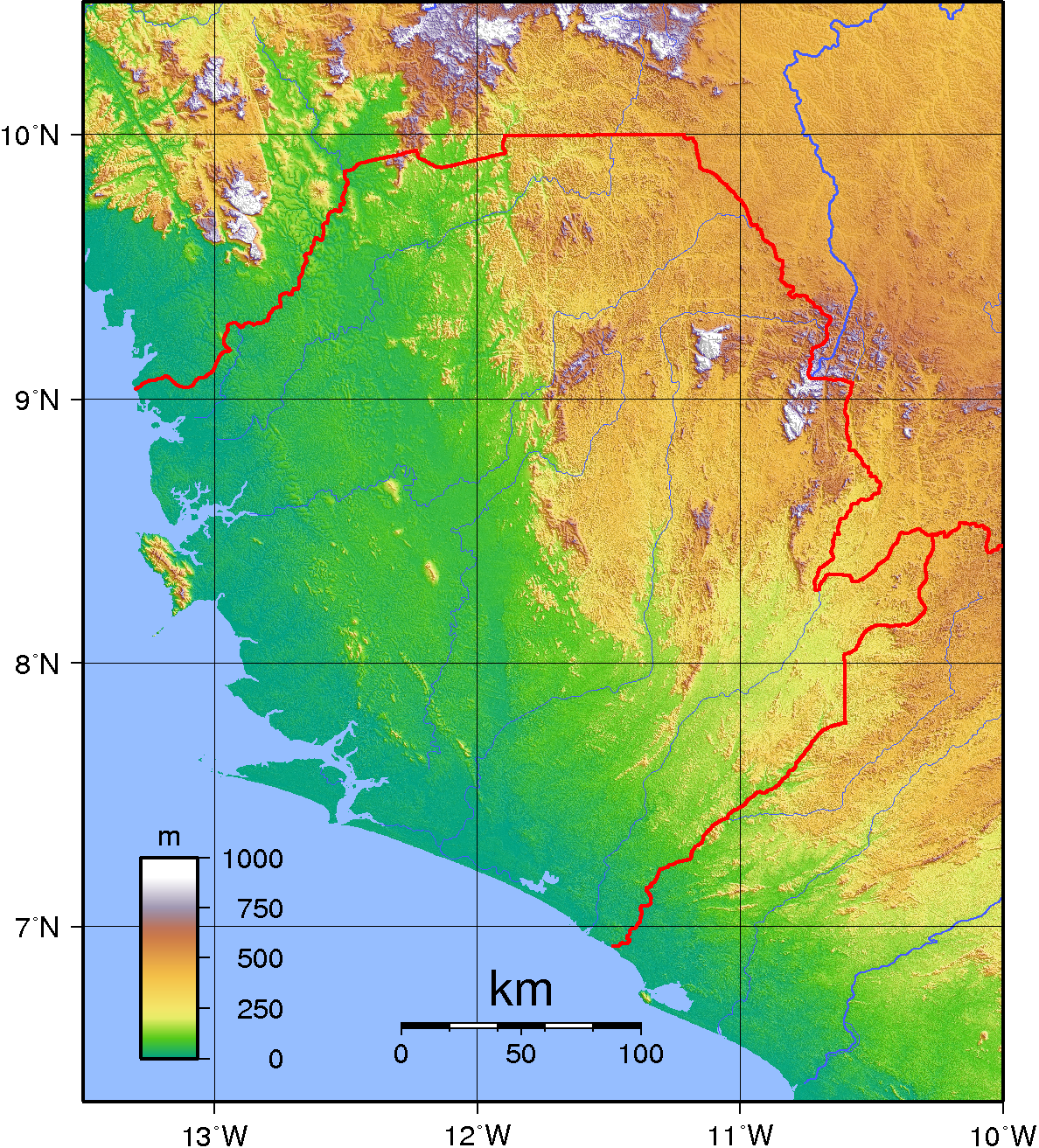
Topographie Sierra Leone

Die höchsten Erhebungen in Sierra Leone befinden sich in der Western Area um die Hauptstadt Freetown mit dem 888 m hohen Picket Hill in den Löwenbergen sowie im Osten des Landes mit dem Bintumani, dem mit 1945 m höchsten Berg Westafrikas in den Loma Mountains.

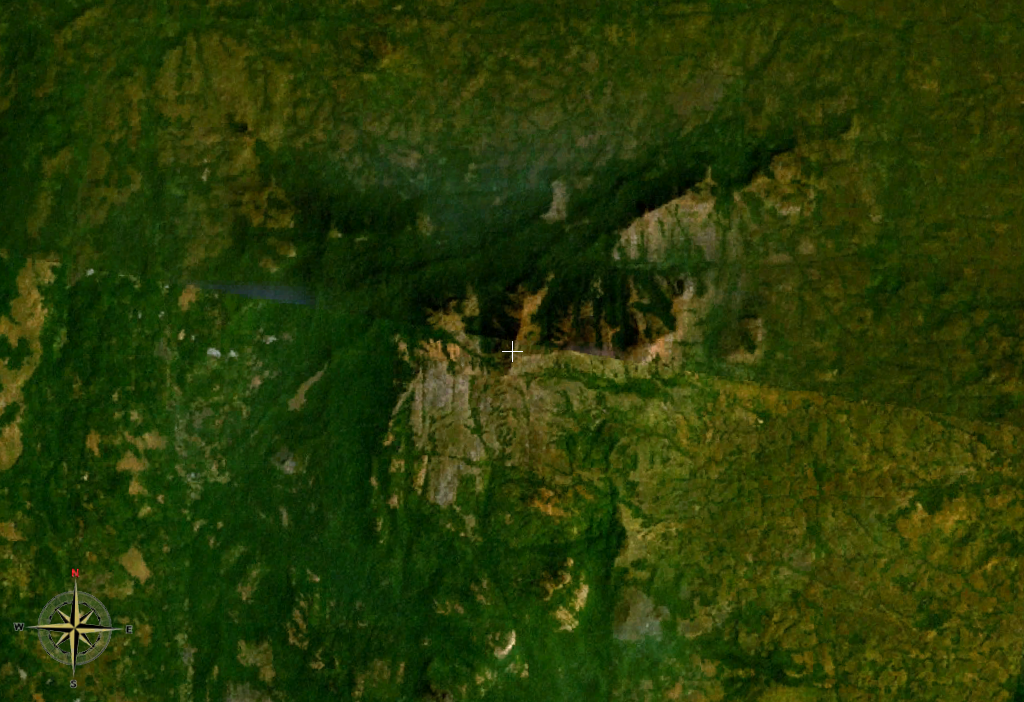
Bintumani

## Flora und Fauna

### Flora
Sierra Leone verfügt aufgrund der unterschiedlichen Habitate in den Tropen über eine reichhaltige Flora. Zu den wichtigsten Pflanzen gehört in den Savannengebieten des Norden und Nordostens das Elefantengras. An den Küsten ist die Rote Mangrove, die eine Höhe von bis zu 30 Meter Höhe erreicht, weit verbreitet. Unter anderem die Ölpalme und Mangobäume sind landesweit verbreitet. Die Bulbophyllum parvum ist endemisch.

### Fauna

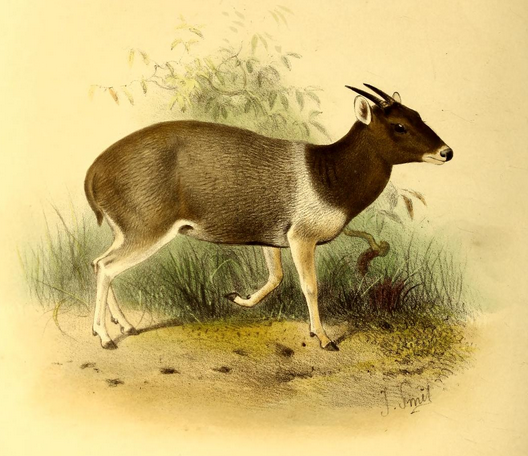
Jentink-Ducker

Sierra Leone war einst heimat vieler typischer Tierarten des tropischen Regenwalds. Durch den Bürgerkrieg in den 1990er Jahren und die Nutzung als Bushmeat wurden zahlreiche Arten ausgerottet oder stark im Bestand dezimiert.
Zu den bekanntesten Tierarten gehören der Elefant, das Flusspferd, der Rotbüffel und der Manati. Zudem ist Sierra Leone eines der letzten Rückzugsgebiete des Zwergflusspferds, des Graupapageien und des Jentink-Ducker. Ausgestorben sind unter anderem der Westafrikanische Löwe, der Kob und das Breitmaulnashorn sowie die Westafrika-Kuhantilope, Pferdeantilope, Sitatunga und Riesen-Elenantilope. Mit bis zu 20 Antilopenarten hat Sierra Leone dennoch eine sehr große Artenvielfalt in Bezug auf die Größe des Landes.

### Natur- und Umweltschutz

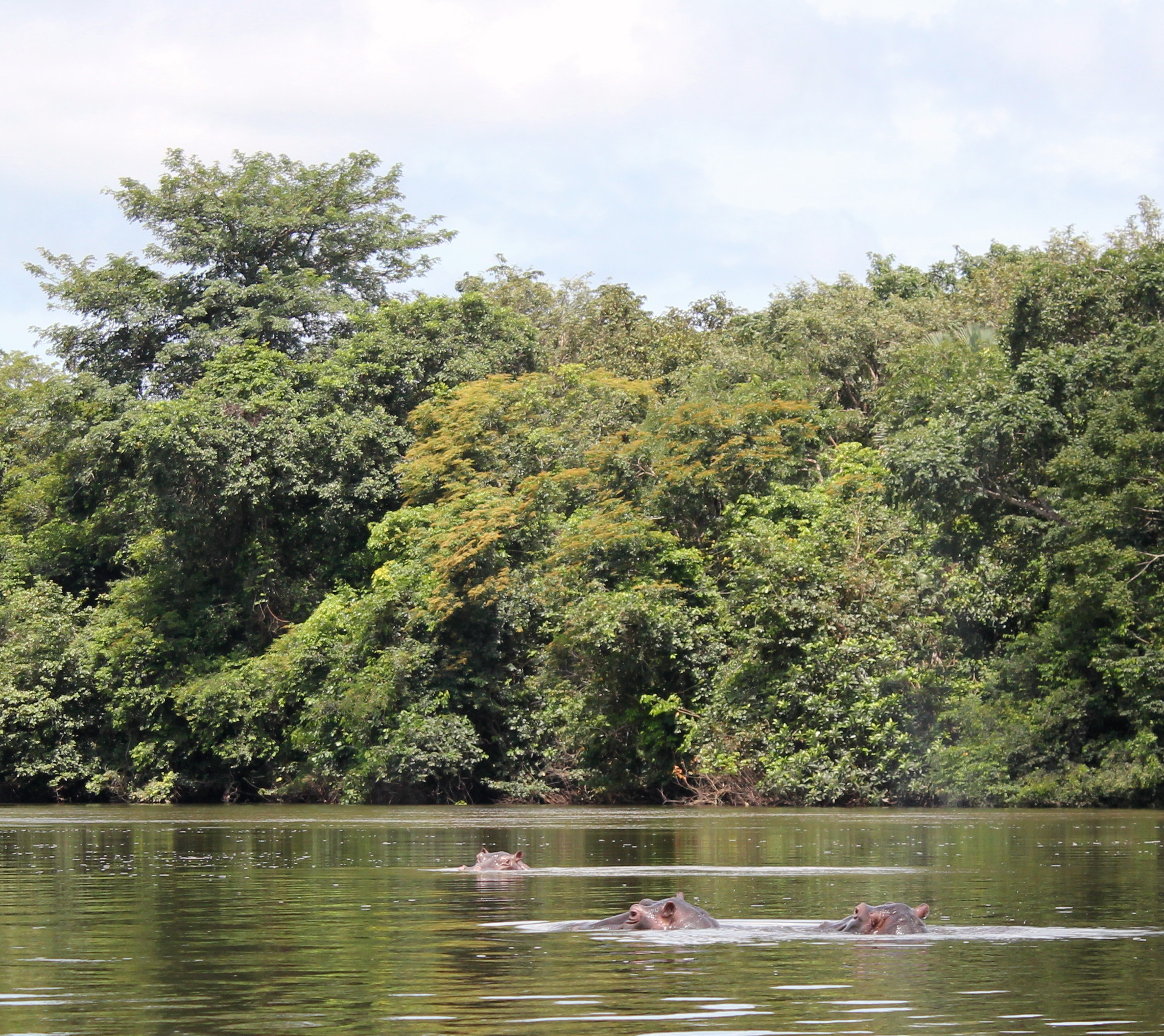
Flusspferde im Outamba-Kilimi-Nationalpark

Aufgrund der starken Bevölkerungszunahme vor allem seit den 1950er Jahren, geriet die Natur immer stärker unter Druck. Neben Brandrodung und Wanderhackbau sind auch die Überfischung und die illegale Entwaldung eine Bedrohung. Weite Teile des Primärwaldes sind deshalb zerstört. Seit dem Bürgerkrieg wird verstärkt auch auf den Natur- und Umweltschutz durch politischen Druck Wert gelegt. So wurden unter anderem zahlreiche neue Naturschutzgebiete im Land ausgewiesen.
Sierra Leone hat diverse internationale Abkommen zum Natur- und Umweltschutz unterzeichnet:
- Biodiversitätskonvention
- Klimarahmenkonvention der Vereinten Nationen
- Übereinkommen der Vereinten Nationen zur Bekämpfung der Wüstenbildung
- Washingtoner Artenschutzübereinkommen
- Seerechtsübereinkommen
- Convention on Fishing and Conservation of the Living Resources of the High Seas
- Kernwaffenteststopp-Vertrag
- Ramsar-Konvention
- Kyoto-Protokoll

## Humangeographie

### Politische Geographie

#### Politische Gliederung

Karte der Provinzen

Sierra Leone ist politisch in vier Provinzen und ein Gebiet gegliedert. Diese sind wiederum in insgesamt 16 Distrikte unterteilt. Die Provinzen zudem auch noch in Chiefdoms. Hinzu kommt eine Unterteilung in Wahlkreise und Wards.
| Provinz          | Hauptstadt | Fläche (2004) | Einwohner (2015) | Distrikte | Chiefdoms |
| ---------------- | ---------- | ------------- | ---------------- | --------- | --------- |
| Eastern          | Kenema     | 15.553 km²    | 1.641.012        | 3         | 45        |
| Northern         | Makeni     |               |                  | 4         | 55        |
| North West       | Port Loko  |               | 1.162.065 (2017) | 3         | 34        |
| Southern         | Bo         | 19.694 km²    | 1.438.572        | 4         | 52        |
| Western (Gebiet) | Freetown   | 557 km²       | 1.493.252        | 2         | –         |

#### Staatsgebiet
Das Land liegt in Westafrika an der westafrikanischen Atlantikküste zwischen den Breitengraden 7°–10° nördliche Breite und den Längengraden 10°–13° westliche Länge. Der nördlichste Punkt ist 10° nördliche Breite an der Grenze zu Guinea. Er erstreckt sich über circa 75 Kilometer. Der östlichste Punkt befindet sich unweit südlich des Länderdreiecks mit Guinea und Liberia bei etwa 10°16'18.00" westliche Länge. Der südlichster Punkt ist bei 6°55'24.37" nördliche Breite am Mano an der Grenze zu Liberia. Im Westen erstreckt sich Sierra Leone bis auf 13°17'54.49" westliche Länge in der Landeshauptstadt Freetown.
Sierra Leone grenzt auf insgesamt 1093 Kilometern an Nachbarländer. Hierbei ist die Grenze zu Guinea 794 km, die zu Liberia 299 km lang. Die Atlantikküste ist 402 Kilometer lang.

### Siedlungsgeographie
Etwa 22 Prozent der Landesfläche werden landwirtschaftlich genutzt (Stand 2015), knapp 38 Prozent (27.258,21 km²) sind bewaldet (Stand 2010).
Die größte urbanen Ansiedlungen im Land sind (Stand 2015): Freetown (1.055.964 Einwohner), Waterloo (208.795), Kenema (200.443), Bo (174.369), Port Loko (160.217), Koidu (128.303) und Makeni (125.907).

### Bevölkerungsgeographie

Bevölkerungsentwicklung in 1000 Einwohnern

In Sierra Leone leben (Stand 2015) 7,076 Millionen. Das Bevölkerungswachstum liegt bei etwa 2,4 Prozent pro Jahr (Stand 2018). Die Gesamtbevölkerung hat sich von 1960 bis heute fast verdreifacht und seit 1985 verdoppelt. Die Bevölkerungsdichte je Quadratkilometer liegt bei knapp 100, wobei diese in der Western Area bis zu knapp 2700 Personen pro km² erreicht.
Die Fruchtbarkeitsziffer liegt bei 4,7 Kindern pro Frau. Entsprechend sind fast 42 Prozent der Bevölkerung jünger als 15 Jahre und nur knapp 3,8 Prozent älter als 65 Jahre (Stand 2018). Die Lebenserwartung lag 2018 bei 59 Jahren und damit auf Rang 212 von 223 untersuchten Staaten und Gebieten weltweit. Das Durchschnittsalter der Sierra-Leoner liegt bei 19,1 Jahren.